# Mimocrossotus rhodesianus
Mimocrossotus rhodesianus là một loài bọ cánh cứng trong họ Cerambycidae.